# Slippery When Wet
Slippery When Wet är det tredje studioalbumet av det amerikanska rockbandet Bon Jovi och släpptes den 18 augusti 1986. Skivan, som såldes i över 27 miljoner exemplar, blev det stora genombrottet för Bon Jovi. Den blev utnämnd till den bäst sålda plattan 1987 av Billboard. Skivan finns med i boken "1001 Albums You Must Hear Before You Die".

## Bakgrund
Trots att Bon Jovi hade haft mindre framgångar med Bon Jovi och 7800° Fahrenheit så hade de inte gjort Bon Jovi till de stora stjärnor som de hoppats på. Därför bestämde man sig för att ändra taktik till Slippery When Wet. Först hyrde man in den professionella låtskrivaren Desmond Child, som Paul Stanley från Kiss hade tipsat Bon Jovi om. Sedan skrev man 30 låtar och spelade upp dem för tonåringar ifrån New Jersey och New York och valde ut vilka låtar som skulle komma med på plattan efter tonåringarnas åsikt. Man valde Bruce Fairbain, känd från att ha producerat Blue Öyster Cult, att producera plattan med Bob Rock som ljudtekniker. Plattan spelades in i Little Mountain Studios i Vancouver, Kanada.

## Skrivandet av plattan
Jon Bon Jovi och Richie Sambora stod för det mesta av materialet, förutom på låtarna You Give Love a Bad Name, Livin' on a Prayer och Without Love där även Desmond Child bidrog till låtskrivandet. Det var skivbolaget som hade ordnat in Desmond Child, efter tips av Paul Stanley. Han kom till New Jersey för att hjälpa Richie och Jon att skriva låtar. Låtskrivandet tog plats i källaren i Richie Samboras mor Joans hus.
Den kanske mest klassiska låten från skivan är Livin' on a Prayer men trots detta ville inte Jon Bon Jovi till en början ta med låten på skivan. Han ansåg att låten inte höll tillräckligt hög klass. Sambora däremot var övertygad om att låten var en hitsingel, så bandet spelade in en ny version av låten. 
En annan låt som skrevs till plattan men aldrig togs med var Edge of a Broken Heart. Jon har själv på senare tid sagt hur han ångrar att han aldrig tog med låten på Slippery When Wet. Den har dock hamnat på 100,000,000 Bon Jovi Fans Can't Be Wrong och 2 disk-utgåvan av Cross Road.

## Skivnamn och skivomslag
Under inspelningen av plattan gick bandet igenom en drös av namnförslag. Enligt Jon var ett förslag Wanted Dead or Alive, innan plattan fick namnet Slippery When Wet. Richie har nämnt att idén till Slippery When Wet fick bandet när de hängde på stripbarer i Vancouver. Enligt Richie bar tjejerna tröjor där det stod "Slippery When Wet".
Skivomslaget består av en blöt soppåse som det står Slippery When Wet på. Idén var från början att ha en storbystad kvinna på omslaget i en våt gul tröja med trycket "Slippery When Wet". Till slut drogs omslaget in för att Jon aldrig tyckte om de rosa kanterna på omslaget. I Japan släpptes nästan bara skivor med originalomslaget.

## Skivsläppet
Slippery When Wet släpptes 18 augusti och blev verkligen Bon Jovis stora genombrott. Slippery When Wet blev det första rockalbumet som hade två 1# singlar på Billboard Hot 100 i följd med You Give Love a Bad Name och Livin' on a Prayer. Slippery When Wet blev dessutom den första rockplattan som hade 3 låtar som top 10 på Billboard Hot 100. Man slog dock detta rekord redan med nästa platta New Jersey. Bon Jovi blev även det första rockbandet som både hade en 1#-singel och 1#-album samtidigt. 
Låten Raise Your Hands blev också en stor hit trots att den inte släpptes som singel. Den användes som soundtrack på filmen Spaceballs. Låten blev en stor livefavorit och har spelats på de flesta av bandets turnéer. Det tyska laget VfL Gummersbach använder ofta Raise Your Hands när spelarna springer in på planen.
Wanted Dead or Alive som tog sig till en 7# på Billboard Hot 100 används nu som öppning för TV-showerna Wanted och Dog The Bounty Hunter. Den har även använts i Deadliest Catch och Harley Davidson and the Marlboro Man. Wanted Dead or Alive ses idag som Bon Jovis riktiga "nationalsång".
Det var även Wanted Dead or Alive som gav upphov till MTV Unplugged när Jon och Sambora spelade låten med bara två akustiska gitarrer för en livepublik.
Materialet från Slippery When Wet spelas än idag mycket live. Låtar som Livin' on a Prayer, You Give Love a Bad Name och Wanted Dead or Alive ses idag som självklara låtar på Bon Jovi-konserter.

## Låtlista
1. "Let It Rock" - 5:25 (Jon Bon Jovi, Richie Sambora)
2. "You Give Love a Bad Name" (Jon Bon Jovi, Desmond Child, Richie Sambora) - 3:43
3. "Livin' on a Prayer" (Jon Bon Jovi, Desmond Child, Richie Sambora) - 4:09
4. "Social Disease" - 4:18 (Jon Bon Jovi, Richie Sambora)
5. "Wanted Dead or Alive" - 5:09 Jon Bon Jovi, Richie Sambora)
6. "Raise Your Hands" - 4:17 (Jon Bon Jovi)
7. "Without Love" (Jon Bon Jovi, Desmond Child, Richie Sambora) - 3:31
8. "I'd Die for You" - 4:30 (Jon Bon Jovi)
9. "Never Say Goodbye" - 4:49 (Jon Bon Jovi, Richie Sambora)
10. "Wild in the Streets" (Jon Bon Jovi) - 3:56

## B sidor & Outgivna låtar
1. Out of Bounds (Släppt på 100,000,000 Bon Jovi Fans Can't Be Wrong)
2. Edge of a Broken Heart (Släppt på 100,000,000 Bon Jovi Fans Can't Be Wrong)
3. Borderline
4. Deep Cuts the Knife
5. Game of the Heart
6. Lonely is the Night
7. Never Enough
8. Stand Up
9. Take Me Home
10. The Promise
11. Walk Don't Run

## Listplaceringar
| Titel                    | Listpositioner | Listpositioner | Listpositioner | Listpositioner | Listpositioner | Listpositioner | Listpositioner | Listpositioner | Listpositioner |
| Titel                    | AUS            | USA            | KAN            | UK             | TYS            | SVE            | JAP            | NOR            | FIN            |
| ------------------------ | -------------- | -------------- | -------------- | -------------- | -------------- | -------------- | -------------- | -------------- | -------------- |
| Slippery When Wet        | 1              | 1              | 1              | 11             | 10             | 3              | 10             | 1              | 1              |
| Livin' on a Prayer       |                | 1              |                | 4              |                |                |                |                |                |
| You Give Love a Bad Name |                | 1              |                | 14             |                |                |                |                |                |
| Wanted Dead or Alive     |                | 7              |                | 13             |                |                |                |                |                |
| Never Say Goodbye        |                | 11             |                | 21             |                |                |                |                |                |

## Medverkande
- Jon Bon Jovi - sång,
- David Bryan - keyboard, bakgrundssång
- Richie Sambora - gitarr, sång, bakgrundssång, talkbox, sythgitarr
- Tico Torres - trummor
- Alec John Such - bas, bakgrundssång

### Övriga medverkande
- Bruce Fairbairn – slagverk, horn
- Tom Keenlyside – horn
- Huey McDonald – bas
- Lema Moon – horn